# アサヌ・ディウセ
アサヌ・ディウセ (Assane Dioussé, 1997年9月20日 - ) は、セネガルのサッカー選手。ポジションはMF。OFIクレタ所属。

## 経歴
2015年8月23日、ACキエーヴォ・ヴェローナ戦でプロデビュー。
2017年7月31日、ASサンテティエンヌと5年契約を結んだ。
2019年1月29日、ACキエーヴォ・ヴェローナに期限付き移籍した。
2022年7月13日、OFIクレタに2年契約で移籍した。